# Università Ca' Foscari

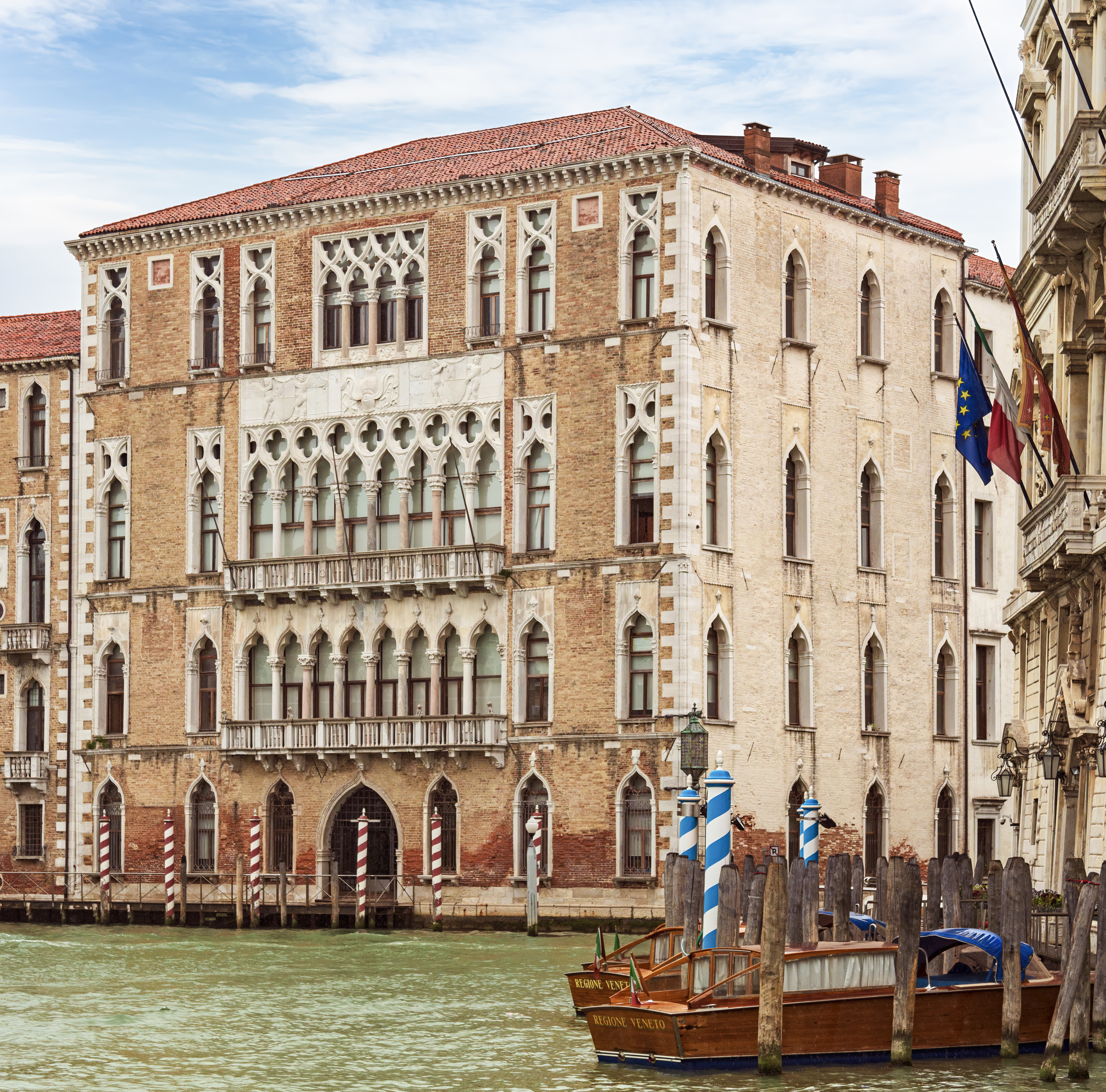
Ca' Foscari, la sede histórica de la universidad.

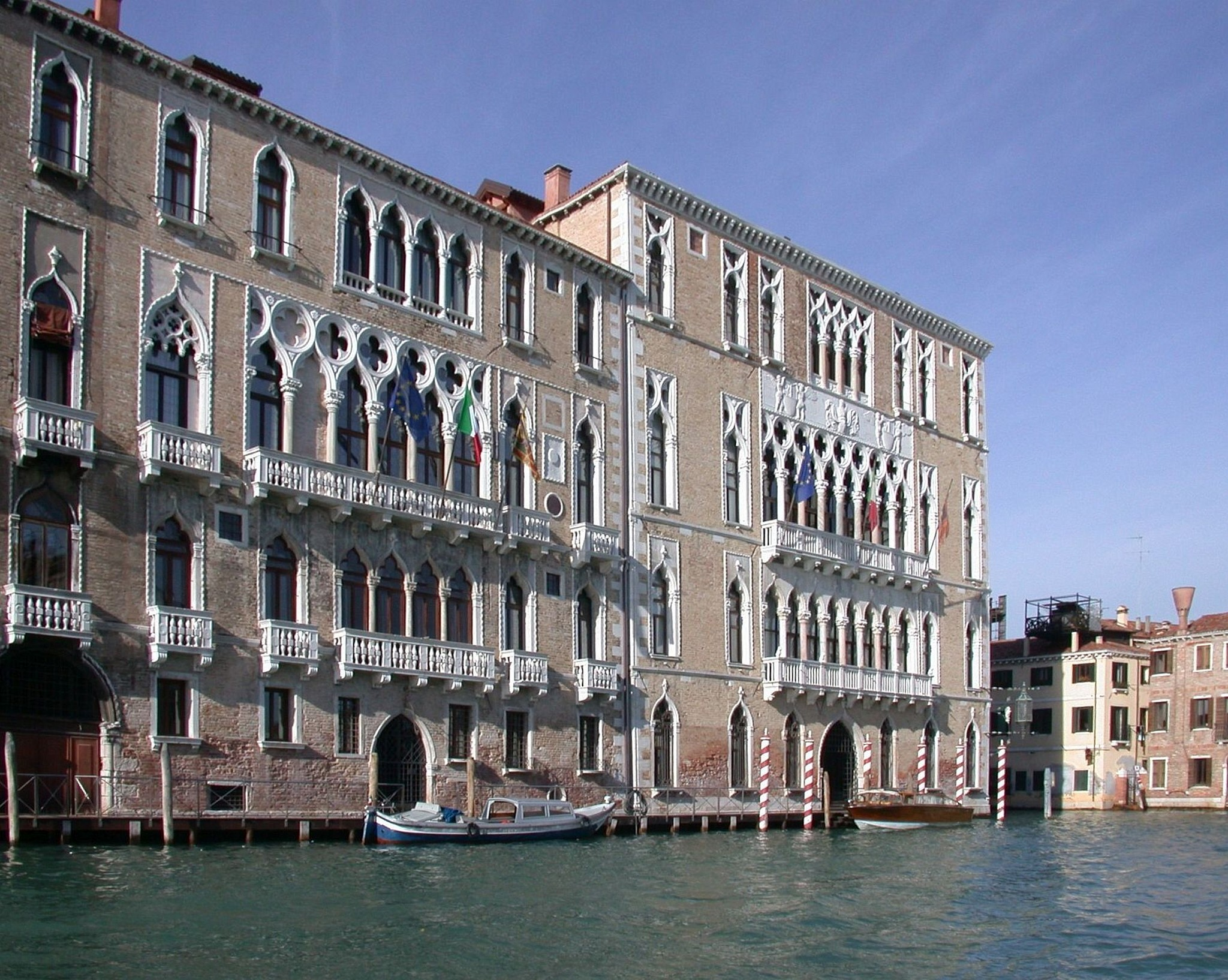
A la izquierda el palazzo Ca' Giustinian dei Vescovi, a la derecha Palacio Foscari.

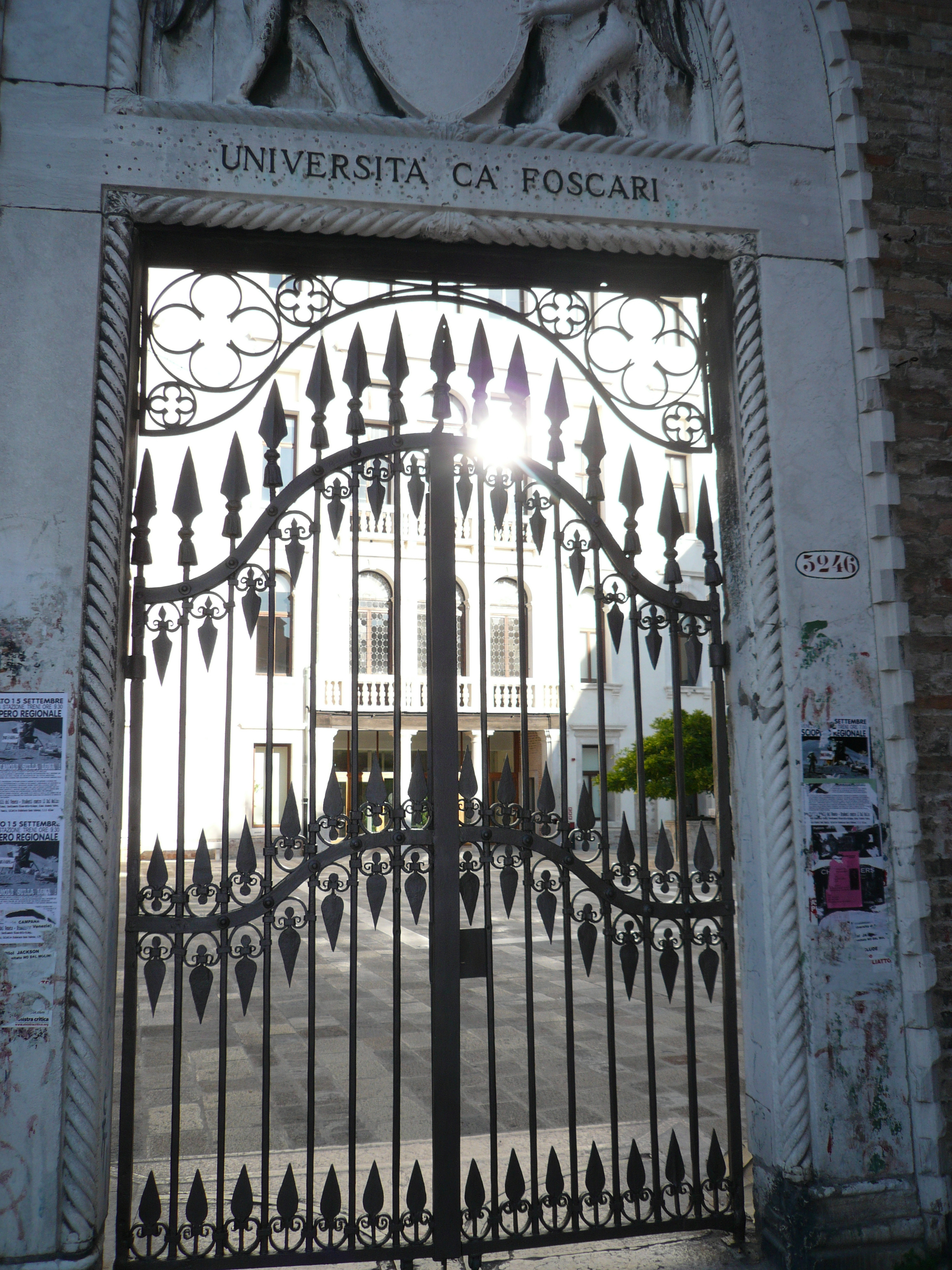
Entrada de la sede principal de la universidad.

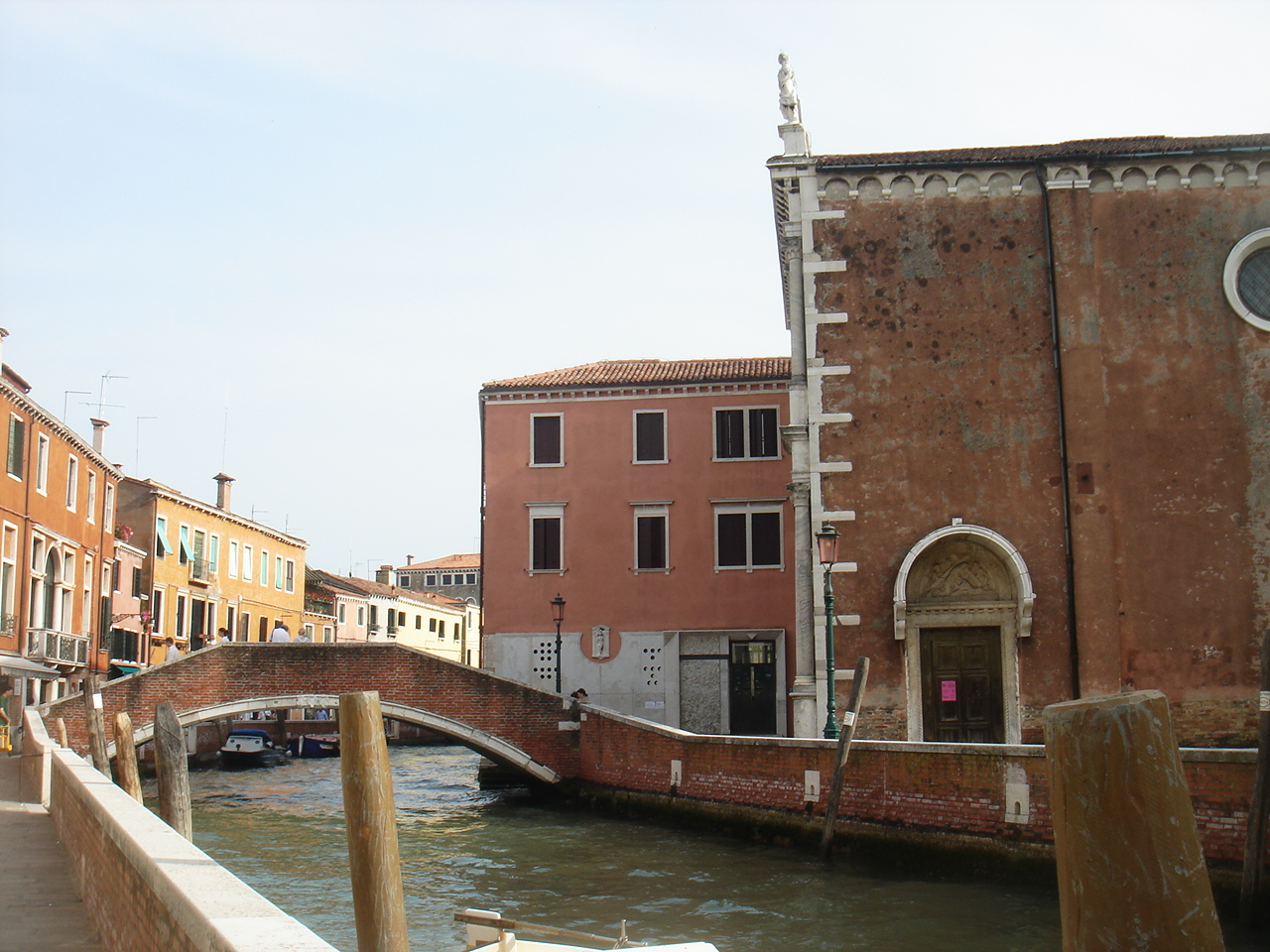
Entrada a la facultad de filosofía y letras en San Sebastiano.

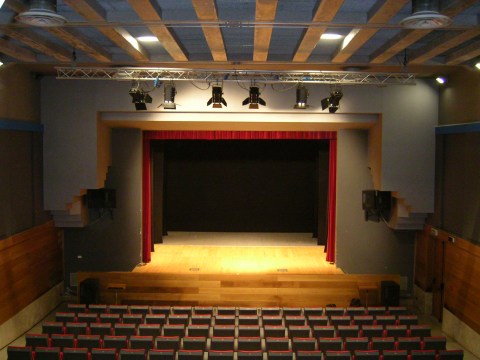
Teatro Universitario "G. Poli".

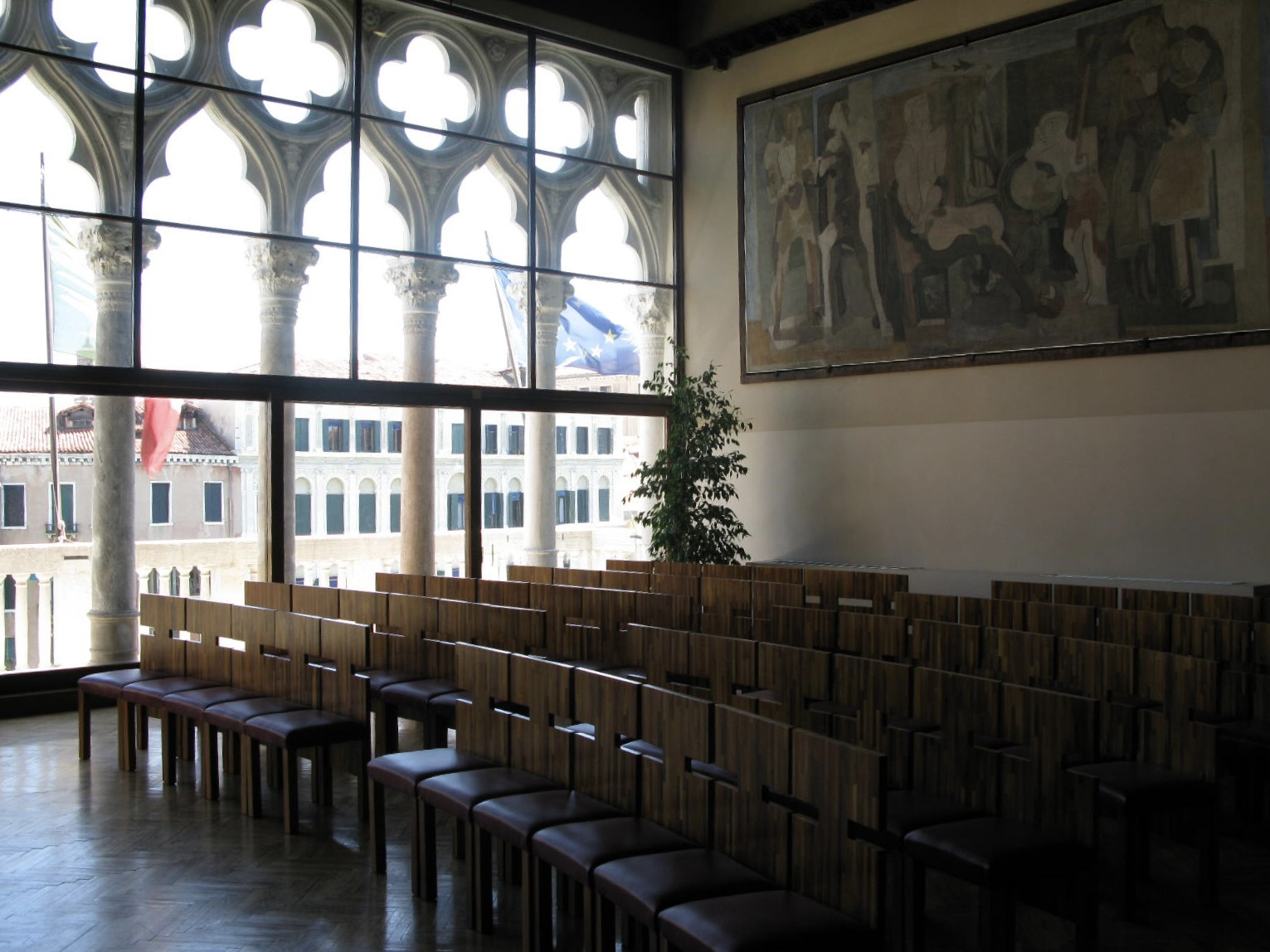
Aula Baratto.

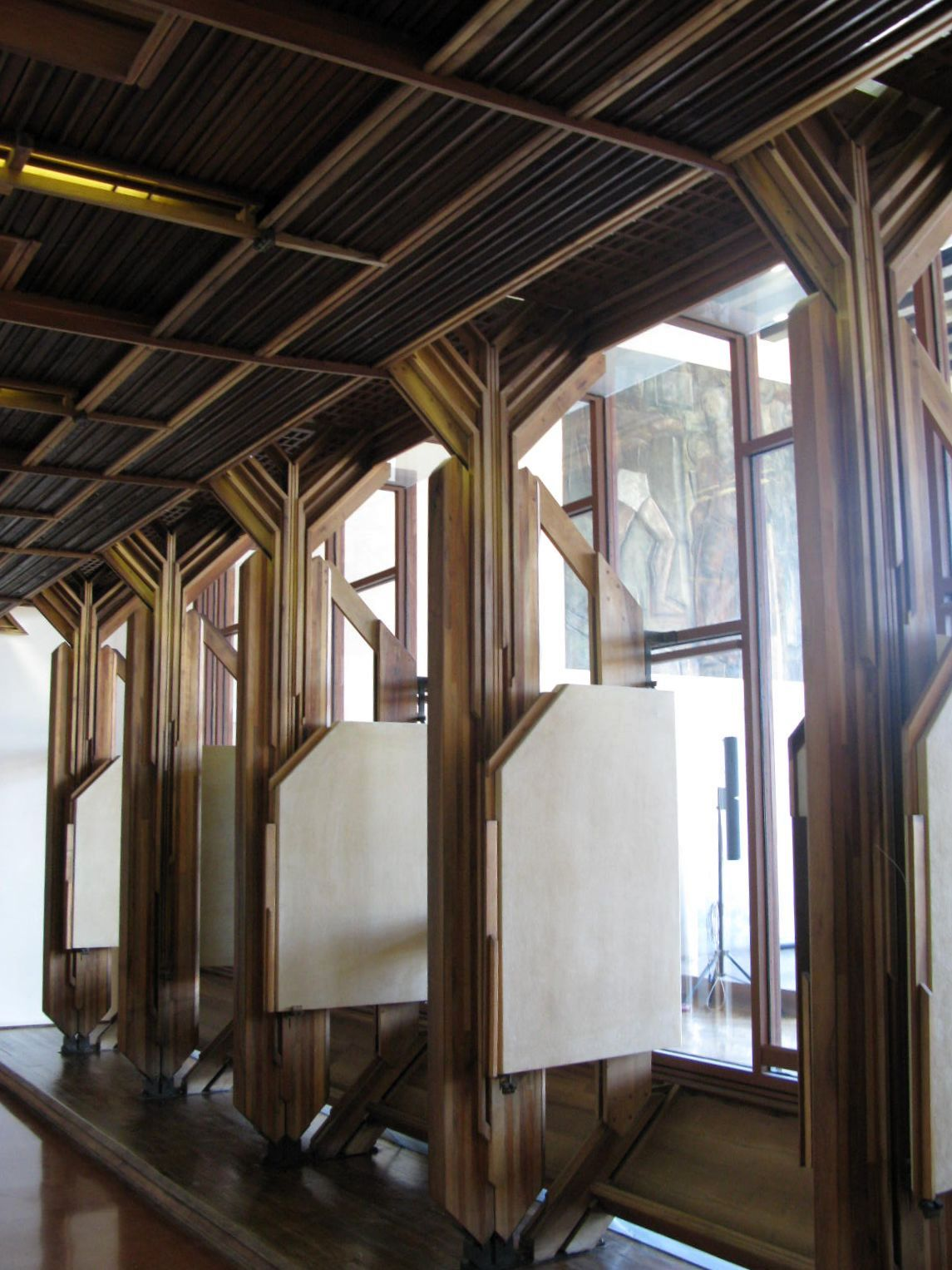
Boiserie de Carlo Scarpa en el Aula Baratto.

La Universidad de Venecia Ca' Foscari (en italiano: Università Ca' Foscari Venezia) es la principal universidad de Venecia, con sede en el gótico Palacio Ca' Foscari, sobre el Gran Canal. 

## Historia

### Fundación
La Universidad de Venecia Ca' Foscari fue fundada en 1868 como escuela de economía y negocios con el nombre Escuela Superior de Comercio (Scuola Superiore di Commercio). Los fundadores fueron, el economista Luigi Luzzatti, el vicepresidente de la provincia de Venecia Edoardo Deodati y el senador italiano Francesco Ferrara, economista liberal que sería el primer director de la nueva escuela. Fue la primera institución italiana especializada en la enseñanza de la economía y los negocios y la segunda de Europa, después de la de Amberes, en cuyo modelo se inspiró. La Escuela también tenía como fin la enseñanza de lenguas extranjeras, tanto occidentales como orientales, cuyo conocimiento se consideraba esencial para los estudiantes del ámbito económico.
En el primer año de vida de la Escuela existían tres secciones académicas: economía, para la formación de empresarios; educación, para la formación de futuros profesores de economía, derecho, contabilidad y lenguas extranjeras; y diplomacia, para la formación de diplomáticos. La sección de diplomacia fue suprimida en 1935.

### Primera mitad delsigloXX
Durante la Primera Guerra Mundial, la Escuela se trasladó temporalmente a Pisa. En 1925, durante el Fascismo, Gino Luzzatto fue relevado de su puesto como director y un año después, en 1926, Silvio Trentin perdió su cátedra de derecho administrativo por manifestar públicamente su oposición al régimen. En 1938, Gino Luzzatto fue definitivamente expulsado de la enseñanza tras promulgarse las leyes raciales.
En 1934, el título director fue sustituido por el de rector, y un año más tarde la Escuela se convirtió en universidad pública, creándose la Facultad de Economía y Comercio. En los siguientes años obtuvo la autorización oficial para impartir títulos en Lenguas y Literaturas Modernas.
Durante la Segunda Guerra Mundial, la Universidad de Venecia Ca' Foscari se mantuvo en funcionamiento de forma ininterrumpida gracias a que el centro histórico de Venecia no fue bombardeado.
En 1943, tras la caída del fascismo, Trentin y Luzzato volvieron a dar clase en la universidad y Luzzato fue reelegido rector.

### Finales delsigloXXysigloXXI
En 1954 se creó la Facultad de Lenguas y Literaturas Extranjeras, la primera en Italia de este tipo, y en 1964 comenzó a impartirse el título en Lenguas y Literaturas Orientales.
En 1969 se fundaron las facultades de Filosofía y Letras y de Química Industrial.

## Información académica

### Organización
La Universidad Ca' Foscari Venecia está organizada en ocho departamentos y cuatro escuelas interdepartamentales.
Incluye los departamentos de Economía; Filosofía y Bienes Culturales; Negocios; Ciencias Ambientales, Informática y Estadística; Ciencias Moleculares y Nanosistemas; Estudios Lingüísticos y Culturales Comparados; Estudios Asiáticos y Norteafricanos; y Humanidades.
Las escuelas interdepartamentales son: Conservación y Producción de Bienes Culturales; Relaciones Internacionales; Servicios Sociales y Políticas Públicas; y Estudios Asiáticos y Gestión de Empresas.
También cuenta con la Escuela de Verano, la Challenge School, la Escuela de Posgrado y el Colegio Internacional.

### Programa de pregrado
Su oferta académica y de investigación se articula en cuatro grandes áreas: economía, idiomas, letras y ciencias. En el curso 2013-2014, ofertaba 15 títulos de laurea (de tres años de duración) y 27 de laurea magistrale.
También ofrece varios dobles grados y títulos interuniversitarios impartidos conjuntamente con otras universidades extranjeras que incluyen programas de movilidad para estudiantes y profesores. Algunas titulaciones se imparten en inglés.

### Programa de posgrado
La oferta de posgrado (post-lauream) consta de 37 másteres y distintos doctorados impartidos en la Escuela de Posgrado. Algunas titulaciones se imparten en inglés.
En promedio, las tasas de matrícula en las universidades públicas italianas oscilan entre los 500 y los 4.000 euros anuales. Actualmente, el importe a pagar por los alumnos al inicio del curso depende de su nivel de ingresos.

## Comunidad

### Estudiantes
En el curso académico 2012-2013, la Universidad Ca' Foscari Venecia contaba con 18 829 estudiantes matriculados. En el año 2012 se graduaron unos 3800 alumnos.

### Premio Luca Pacioli
En 2010, por iniciativa de Lorenzo Tomasin, se establece el Premio Luca Pacioli a los científicos, literatos y artistas destacados y egresados de esta universidad.